# شون‌ایچی کوبایاشی
شون‌ایچی کوبایاشی (به ژاپنی: 小林俊一)؛ ۱۵ نوامبر ۲۰۱۲ (۷۹ سال) یک تهیه‌کننده تلویزیونی، کارگردان نمایش اهل استان یاماناشی، ژاپن بود.
از فیلم‌ها یا برنامه‌های تلویزیونی که وی در آن نقش داشته‌است می‌توان به اوتوکو وا تسورای یو （۱۹۶۹–۱۹۹۵） اشاره کرد.